# カッパラッパラ
カッパラッパラは、日本の漫画家。滋賀県出身。姉妹2人で活動している。
2人とも東近江市立能登川中学校出身である。
2017年、「あたしがおしえてあげる」が第41回デザート新人まんが大賞優秀賞を受賞しデビュー。主に『デザート』（講談社）で活動している。

## 作品リスト

### 連載
- オダギリさんには、きりきり舞い ※シリーズ連載
  - オダギリさんにはかなわない（『デザート』2018年7月号）
  - オダギリさんには、きりきり舞い（『デザート』2018年8月号別冊付録）
  - オダギリさんとお姫さま（『デザート』2018年11月号別冊付録）
  - オダギリさんの秘密（『デザート』2018年12月号別冊付録）
- あらきくんは飼いならせない（『デザート』2020年4月号[3] - 12月号[4]）
- 噛まれ、食べられ、愛されて（『Palcy』2023年6月 - 2024年9月）

### 読切
- あたしがおしえてあげる（『デザート』2017年9月号）
- それも、これも、きみと。（『デザート』2017年11月号別冊付録）
- 先生なんて呼びたくない（『デザート』2017年12月号）
- むかつくほどに甘くって。（『デザート』2018年1月号別冊付録）
- とくべつになりたい（『デザート』2018年3月号）

## 書誌情報
特記のない限り、講談社〈講談社コミックスデザート〉より刊行。
- オダギリさんには、きりきり舞い（2018年12月13日発売[1]、ISBN 978-4-06-514013-0、全1巻）※初の単行本[1]。
- あらきくんは飼いならせない（2020年 - 2021年刊、全2巻）
  1. 2020年7月13日発売[5][6]、『デザート』2020年4月号 - 7月号、ISBN 978-4-06-520212-8
  2. 2021年1月13日発売[7]、『デザート』2020年9月号 - 12月号、ISBN 978-4-06-521978-2

### アンソロジー
- ワルイオトコvol.1 別フレ×デザートワンテーマコレクション[8] - 電子書籍限定配信。
  - 「オダギリさんには、きりきり舞い」第1話収録。
- ワルイオトコvol.2 別フレ×デザートワンテーマコレクション[9] - 電子書籍限定配信。
  - 「オダギリさんには、きりきり舞い」第2話収録。
- ワルイオトコvol.3 別フレ×デザートワンテーマコレクション[10] - 電子書籍限定配信。
  - 「オダギリさんには、きりきり舞い」第3話収録。表紙も担当[注釈 1]。
- ワルイオトコvol.4 別フレ×デザートワンテーマコレクション[11] - 電子書籍限定配信。
  - 「オダギリさんには、きりきり舞い」第4話収録。